# Русско-Балтийский вагонный завод
Русско-Балтийский вагонный завод — акционерное машиностроительное предприятие Российской империи. Первоначально завод располагался в Риге, но в 1910 году часть производства переведена в Санкт-Петербург, а в 1915 году ввиду Первой мировой войны оставшиеся в Риге цеха эвакуированы в Тверь, Москву и Петроград.

## История

### Основание завода и производство вагонов
Предприятие возникло в 1869 году как филиал немецко-голландской фирмы Van der Zypen und Charlier, производившей железнодорожные вагоны. Компания, получив в России большой заказ (500 вагонов), чтобы не платить таможенных пошлин, основала завод в Риге, на Вольмарской улице (ныне — микрорайон Авоты). В 1874 году филиал преобразован в Акционерное общество Русско-Балтийского вагонного завода. Пик производства приходится на 1900 год — 5513 товарных и 219 пассажирских вагонов. Завод стал одним из крупнейших машиностроительных предприятий в Российской империи. В 1912 году завод занимал территорию в более чем 20 гектаров, состоял из 50 цехов. Капитал предприятия составлял 9,6 млн рублей, численность работников достигала 4 тысяч человек. Акционер завода Оскар Фрейвит в 1895 году параллельно основал ещё один вагоностроительный завод — «Феникс». В 1906 году оба предприятия вошли в синдикат «Продвагон», который к 1914 году объединил 14 производителей вагонов — почти 97 % всего вагонного производства Российской империи. К 1913 году контроль над РБВЗ полностью перешёл к Русско-Азиатскому банку.
После русско-японской войны (1904—1905) число заказов упало, положение компании ухудшилось. По инициативе председателя правления М. В. Шидловского было начато производство автомобилей.
Названия и организационные формы:
- Русско-Балтийский вагонный завод (РБВЗ)

### Автомобильный отдел
В 1908 году, в Риге создан автомобильный отдел. В конце 1910 года акционерное общество РБВЗ перевело часть производства в Санкт-Петербург, где приобрела действующую «Экипажную фабрику Фрезе и К» — российского автопроизводителя-первопроходца. Автомобили Русско-Балтийского вагонного завода были всемирно известны благодаря своим победам в престижных соревнованиях, например Санкт-Петербург — Монте-Карло в 1912 и 1913 годах. «Руссо-Балт» стал первым автомобилем, добравшимся до вершины Везувия. В июне 1909 года на РБВЗ собрали первый легковой автомобиль «24/30», разработанный на основе машин небольшой бельгийской фирмы «Фондю» (Fondu).
Названия и организационные формы в советское время:
- Завод № 22 им. 10-летия Октября ВСНХ, НКТП
- Русско-Балтийский автомобильный завод
- 2-й автомобильный завод «Руссо-Балт» (ГАЗ-2, «Автобалт»)
- 1-й автобронетанковый завод, Государственный авиационный завод № 7 (ГАЗ-7) ВСНХ
- Завод № 22 им. С. П. Горбунова НКТП, НКОП, НКАП, МАП
- п/я 747
- Казанский машиностроительный завод им. С. П. Горбунова
- Казанское авиационное ПО (КАПО) им. С. П. Горбунова
- ФГУП, ОАО «КАПО им. С. П. Горбунова»

### Авиационный отдел
В 1910 году в Риге была создана авиационная мастерская, в 1912 году перенесённая в Санкт-Петербург. Руководитель мастерской М. В. Шидловский в апреле 1912 года принял на работу главным конструктором И. И. Сикорского, а мастерскую преобразовали в авиационный отдел РБВЗ. Несмотря на перенос производства в Санкт-Петербург, некоторые детали самолётов продолжали изготавливать в Риге.
В 1912—1913 годах был построен ряд одномоторных самолётов, в частности бипланы С-6Б и С-10 (победители конкурсов военных самолётов в 1912 и 1913 годах), моноплан С-12, выпущенный небольшой серией, гидросамолеты-бипланы С-5а и С-10 «Гидро», принятые в небольшом количестве морским ведомством. С 1913 года создаются многомоторные самолёты. Биплан «Гранд» (известный также как «Великий Балтийский» и «Гранд-Балтийский») оснастили двумя спаренными установками двигателей по схеме «Тандем». На первом этапе испытаний задействовали только два передних двигателя, а два задних являлись резервными. В конечном итоге двигатели установили на крыле в ряд (в этой, в дальнейшем классической, компоновке самолёт получил название «Русский витязь»).
К концу 1913 года по такой же схеме был построен новый самолёт — «Илья Муромец» («ИМ»). В начале Первой мировой войны, в декабре 1914 года, создана Эскадра воздушных кораблей «Илья Муромец», которая обслуживалась силами завода. Формирование соединения тяжёлых самолётов, оснащённых бомбардировочным и стрелково-оборонительным снаряжением, стало началом появления бомбардировочной авиации. В условиях военного времени, завод (изначально в Риге) освоил производство двигателей РБЗ-6 с жидкостным охлаждением мощностью 110 кВт, которые устанавливались на некоторых сериях «ИМ».
Для сопровождения бомбардировщиков в 1915 году создан двухместный самолёт РБВЗ С-16 — один из первых в классе самолётов-истребителей. Он был вооружён стационарным пулемётом с синхронизатором стрельбы. Иногда дополнительно устанавливался подвижной пулемёт для стрельбы назад. Максимальная скорость самолёта — 120 км/ч, потолок — 3500 м.
С-17 — одномоторный биплан, предназначенный для разведки. Для улучшения нижнего обзора имел просветы между фюзеляжем и нижним крылом (нижнее крыло крепилось на тонких лонжеронах). Выпущен в двух экземплярах в 1915 году. Оба после испытаний отправлены на фронт.
С 1911 года завод по заказу военного ведомства строил самолёты французских марок («Ньюпор», «Блерио», «Фарман»), в то время как истребители РБВЗ, хорошо зарекомендовавшие себя, выпускались в крайне небольших количествах. Всего за период 1912—1917 годов заводом выпущено 240 самолётов различных типов.
Названия и организационные формы в советское время:
- Завод № 23 ВСНХ, НКТП, НКОП, НКАП
- Русско-Балтийский воздухоплавательный завод АО «РБВЗ»
- Завод «Авиа-Балт»
- Петроградский государственный соединённый авиазавод (ПГСАЗ)
- Завод № 3 «Красный лётчик» ВСНХ
- Государственный авиационный завод № 3 (ГАЗ-3) «Красный лётчик» ВСНХ

## Эвакуация и дальнейшая судьба завода

### Рига
Во время Первой мировой войны (осенью 1915 года) завод из Риги был эвакуирован в Москву и Петроград. Во времена первой Латвийской республики в пустом помещении бывшего завода разместились многочисленные кустарные мастерские. Со второй половины 1940-х годов и до начала 1990-х годов в помещениях бывшего Русско-Балтийского завода размещался 29-й военный ремонтный завод, подчинённый Центральному автомобильному управлению Минобороны СССР. Завод занимался ремонтом тракторов и гусеничных тягачей для Советской армии. На здании управления завода висела гранитная табличка в память выпуска первого русского автомобиля. Во времена перестройки организован кооператив, производивший прицепы к легковым автомобилям. Впоследствии кооператив принял название «Руссо-Балт».

### Москва
В 1916 году руководство акционерного общества купило у наследников купца Павла Шелапутина для эвакуированного завода подмосковное поместье Покровское-Фили (ныне район Москвы Фили).
- 1 июля 1917 года завод открыт под названием «Второй автомобильный завод Руссо-Балт»
- В 1918 году завод национализирован и постановлением Совета Народных Комиссаров переименован в Первый государственный бронетанковый завод.
- В 1922 году выпущены 5 автомобилей «Руссо-Балт». В следующем году завод передан в концессию фирме «Юнкерс», начат выпуск самолётов Ю-20, Ю-21.
- 1 марта 1927 года концессия ликвидирована, и завод переименован в «Государственный авиационный завод № 7», а вскоре — в «Завод № 22 имени 10-летия Октября».
- В 1933 году заводу присвоено имя С. П. Горбунова.
- В 1941 году завод эвакуирован в Казань (ныне это Казанское авиационное производственное объединение имени С. П. Горбунова).
- В 1945 году завод переименовали в «Завод № 23».
- В 1961 году завод переименован в Машиностроительный завод имени М. В. Хруничева (ныне это Государственный космический научно-производственный центр им. М. В. Хруничева). Завод производил самолёты-разведчики Р-3, Р-6, истребители И-4, ЛаГГ-3 бомбардировщики ТБ-1, ТБ-3, ДБ-А, СБ, Ил-4, Ту-2, Ту-4, Пе-2, М-4, 3М, пассажирские АНТ−9 и АНТ-35, тяжёлые вертолёты Ми-6 и Ми-8. С 60-х годов завод работает в ракетно-космической отрасли. Выпущено межконтинентальные баллистические ракеты УР-100, УР-200, серию ракет-носителей «Протон» для советской «лунной программы». Завод участвовал в разработке модулей Международной космической станции.

### Петроград
- В 1918 году авиационный отдел был национализирован.
- В 1920 году авиационный отдел объединили с Авиационным заводом В. А. Лебедева и заводом «Гамаюн» С. С. Щетинина. Получил новое название Государственный соединённый авиационный завод № 3, позднее переименованный в «Красный лётчик». В дальнейшем название менялось ещё несколько раз: «Завод № 23», «Завод № 272». Производственный профиль сохранялся — самолёты, а впоследствии и вертолёты.
- В 1941 году отдел был эвакуирован в Новосибирск, где вошёл в состав авиазавода № 153[10][11].
- В 1958 году завод переходит на изготовление ракет противовоздушной обороны, а также ракет класса «воздух — земля».
- В 1967 году переименован в «Ленинградский Северный завод». Основным профилем завода стало производство военных ракетных комплексов С-200 и С-300 ПМУ.
- В 1990-х годах завод начинает параллельно выпускать разнообразную продукцию народного потребления[12][13].

### Тверь
Вагоностроительный отдел был эвакуирован в Тверь. Там его объединили с местным Верхневолжским заводом железнодорожных материалов, который также перешёл под контроль ОАО РБВЗ. 26 октября 1918 года завод был национализирован советской властью и переименован в Тверской вагоностроительный завод. В 1931—1990 годах назывался Калининский вагоностроительный завод.
Интересен факт, что вагоностроительный завод «Феникс», основанный акционером РБВЗ, эвакуировать не удалось (хотя и существовал план эвакуации в г. Рыбинск). Впоследствии предприятие было известно под названием «Рижский вагоностроительный завод», торговая марка «RVR» и прекратило работу в 2017 году.

## Завод в филателии
- Почтовая марка СССР, 1973 год. Руссо-Балт 1909
- Почтовая марка СССР, 1984 год. История отечественного пожарного транспорта. «Руссо-Балт» 1913 г.
- Почтовая марка СССР, 1974 год. «Русский витязь» (1913)
- Почтовая марка СССР, 1976 год. Самолёт «Илья Муромец» 1914 г.
- Почтовая марка России, 2015 год. Бомбардировщик «Илья Муромец»